# Мартім'яврйок
Мартім'яврйок (рос. Мартимъяврйок) — річка у Росії, протікає в Кольському районі Мурманської області. Гирло річки знаходиться за 19 км по лівому березі річки Ейнч на висоті 136 метрів над рівнем моря. Довжина річки становить 17 км.

## Дані водного реєстру
За даними державного водного реєстру Росії відноситься до Баренцово-Біломорського басейнового округу, водогосподарська ділянка річки — Вороння від гідровузла Серебрянське 1 і до гирла, річковий підбасейн річки — відсутній. Річковий басейн річки — басейни річок Кольського півострова, впадає у Баренцове море.
За даними геоінформаційної системи водогосподарського районування території РФ, підготовленої Федеральним агентством водних ресурсів:
- Код водного об'єкта в державному водному реєстрі Росії — 02010000812101000003836
- Код за гідрологічної вивченості (ГВ) — 101000383
- Код басейну — 02.01.00.008
- Номер тому за ГВ — 01
- Випуск за ГВ — 0